# Escuela de Defensa de la OTAN
La Escuela de Defensa de la OTAN (en inglés, NATO Defence College ) es una escuela para altos oficiales de la OTAN. Se encuentra en Cecchignola, en Roma, Italia.

## Historia
Fue creada en 1951 por iniciativa del general estadounidense Dwight D. Eisenhower, primer comandante aliado en Europa. Se instaló en un principio en la École Militaire de París (Francia). Permaneció allí hasta 1966 cuando, tras la retirada de Francia del mando integrado de la OTAN, se trasladó a Viale della Civilta del Lavoro, en Roma. En 1999 se trasladó a un nuevo edificio más amplio ubicado en Cecchignola Città Militare, un área militar situada a 2 km de la antigua ubicación.

## Organización
El comandante de la Escuela es un oficial con el grado de teniente general (desde noviembre de 2016, el canadiense Chris Whitecross) y es asistido por un oficial con el grado de General de división y un civil. El equipo docente está formado por una treintena de profesores universitarios y ocho asesores (civiles y militares) que lideran cada uno un grupo de alumnos.
Los Senior Courses, los cursos más importantes de la escuela, duran 5 meses y medio y se realizan dos veces al año. Se pasan 15 semanas en la universidad y el resto del tiempo se dedica a visitas y un ejercicio de gestión de crisis de 2/3 días .
Los oficiales de la OTAN que se forman en estos cursos suelen tener el rango de coronel (o responsabilidades equivalentes para los civiles), aunque algunos son tenientes coroneles. Unas cien personas siguen los cursos cada año (25 % de civiles).
La Escuela también organiza la formación de oficiales generales o equivalentes civiles.

## Comandantes
La Escuela de Defensa de la OTAN ha tenido los siguientes responsables:
- 1951-1953 - André Lemonnier
- 1953-1955 - Lawrence Darvall
- 1955-1957 - Clovis E. Byers
- 1957-1958 - E. De Renzi
- 1958 - E.N.K. Estcourt
- 1958-1959 - Tekin Arıburun
- 1959-1961 - O. Harteon
- 1961-1963 - U. De Martino
- 1963-1965 - Wolf Graf Von Baudissin
- 1965-1966 - D.S. Fanali
- 1966-1968 - E. Tufte Johnsen
- 1968-1970 - Şefik Erensü
- 1970-1974 - J.E. O'Brien
- 1974-1976 - Eigil Wolff
- 1976-1979 - R.J.W. Heslinga
- 1979-1981 - Lancelot Bell-Davies
- 1981-1984 - J.G. Kotsolakis
- 1984-1987 - F.l.S. Uhle-Wettler
- 1987-1989 - A. Everaert
- 1989-1993 - P.M.A. Castelo Branco
- 1993-1996 - R.J. Evraire
- 1996-1999 - Lecea Dezcallar
- 1999-2002 - H. Olboeter
- 2002-2005 - J.P. Raffene
- 2005-2008 - M. Vankeirsbilck
- 2008-2011 - Wolf-Dieter Loeser
- 2011-2014 - Arne Bård Dalhaug
- 2014-2016 - Janusz Bojarski
- 2016–2020 - Chris Whitecross
- 2020–presente - Olivier Rittimann